# Franco Harris
Franco Dok Harris (* 7. März 1950 in Fort Dix, New Jersey; † 20. Dezember 2022 in Sewickley, Pennsylvania) war ein US-amerikanischer American-Football-Spieler auf der Position des Runningbacks. Er spielte für die Pittsburgh Steelers und die Seattle Seahawks in der National Football League (NFL).

## Vor der NFL
Harris Vater, Chad, kämpfte im Zweiten Weltkrieg. Während des Krieges lernte er seine zukünftige Frau in Italien kennen und nahm sie mit in die USA. Nach seinem High-School-Abschluss an der Rancocas Valley Regional High School in Mount Holly Township, New Jersey besuchte er die Penn State University und spielte für die dortigen Penn State Nittany Lions College Football. In dieser Zeit wurde er größtenteils als Blocker für den All-American Runningback Lydell Mitchell eingesetzt.

## NFL

### Pittsburgh Steelers
Harris wurde im Jahr 1972 beim NFL Draft von den Pittsburgh Steelers an 13. Stelle in der ersten Runde gedraftet. Er konnte sich sehr schnell als wichtiger Spieler etablieren. So gelang es ihm in seiner Rookie-Saison, mehr als 1000 Yards Raumgewinn durch Laufspielzüge zu erzielen. Zu dieser Zeit war er erst der vierte Rookie, dem dies gelang. Die Steelers erreichten in dieser Saison die Play-offs. In der zweiten Runde der Play-offs war Harris an einem der legendärsten Spielzüge der NFL-Geschichte beteiligt, der Immaculate Reception (deutsch: unbefleckte Annahme). Dies ist im Englischen ein Wortspiel mit dem Begriff der unbefleckten Empfängnis (englisch: Immaculate Conception).
Während seiner zweiten Saison, 1973, sank seine Produktivität etwas und er konnte nur 698 Yards Raumgewinn sowie drei Touchdowns erlaufen. In der Saison 1974 gelang es den Steelers, den Super Bowl zu erreichen. Harris erlief während der Regular Season 1006 Yards und fünf Touchdowns. Während des Super Bowls gegen die Minnesota Vikings gelang es Harris, für 158 Yards Raumgewinn zu laufen und einen Touchdown zu erzielen. Im Gegensatz dazu erzielten die Vikings im gesamten Spiel nur 17 Yards durch Laufspielzüge. Aufgrund seiner herausragenden Leistung wurde er zum Super Bowl MVP gewählt. Mit dem Sieg im Super Bowl IX gelang es den Steelers, erstmals in ihrer Vereinsgeschichte den NFL Ligatitel zu erringen.
Im darauffolgenden Jahr, der Saison 1975, verbesserten sich Harris’ Statistiken. Er konnte seine Karrierebestmarke in Sachen Raumgewinn durch Laufspielzüge erreichen und er erzielte 1246 Yards sowie zehn Touchdowns. Den Steelers gelang es zum zweiten Mal in Folge, den Super Bowl zu erreichen. Erneut gelang es der Mannschaft, den Platz als Sieger zu verlassen und den Super Bowl X gegen Tom Landrys Dallas Cowboys zu gewinnen.
Die Steelers schafften es auch in den nächsten zwei Saisons, 1976 und 1977, die Play-offs zu erreichen. Jedoch konnten sie beide Male nicht in den Super Bowl vorstoßen. Harris erreichte 1976 seine Karrierebestmarke in Bezug auf durch Laufspielzüge erreichte Touchdowns mit 14, 1977 erreichte er elf. Er erlief 1128 (1976) und 1162 (1977) Yards. Im Anschluss an die Saison von 1978, erlief Harris 1082 Yards Raumgewinn und acht Touchdowns in der Regular Season, die Steelers erreichten dann wieder den Super Bowl. Wie auch schon bei seinen beiden vorangegangenen Super-Bowl-Teilnahmen konnte Harris mit seiner Mannschaft das Spiel, Super Bowl XIII, gewinnen. Auch dieses Mal wurden die Cowboys mit Trainer Tom Landry geschlagen. Harris gelang es, im vierten Quarter mit einem Laufspielzug einen Touchdown zu erzielen.
In der nächsten Saison, 1979, erlief Harris 1186 Yards Raumgewinn und elf Touchdowns. Er schaffte es zum vierten und letzten Mal einen Super Bowl zu erreichen. Auch dieser Super Bowl, Super Bowl XIV, konnte von den Steelers gewonnen werden. Diesmal wurden die Los Angeles Rams geschlagen, wobei Harris zwei Lauf-Touchdowns erzielte.
Insgesamt spielte Franco Harris in vier Super Bowls, alle für die Pittsburgh Steelers. Er gewann alle vier Spiele und erreichte bei 101 Laufversuchen 354 Yards Raumgewinn (3,5 Yards pro Laufversuch) sowie vier Touchdowns. Dazu kommen noch fünf Receptions (deutsch Passannahme) für 114 Yards.
In den Saisons 1980 und 1981 schafften es die Steelers nicht die Play-offs zu erreichen und Harris erlief jeweils weniger als 1000 Yards Raumgewinn, 789 Yards (1980) und 987 Yards (1981). 1982 war, auf Grund eines Spielerstreiks, eine verkürzte Saison und die Steelers erreichten die Play-offs, aber nicht den Super Bowl. 1983 erreichte Harris zum letzten Mal die Play-offs und konnte in seiner letzten vollständigen Saison noch ein Mal die 1000 Yard Marke überschreiten (1007), eine fünfte Super-Bowl-Teilnahme blieb ihm verwehrt. Harris spielte insgesamt in 19 Play-off- und Super-Bowl-Spielen, dabei erlief er 1556 Yards Raumgewinn und 17 Touchdowns.
Nach der Saison 1983 war Harris sehr kurz davor, den NFL-Rekord für die meisten erzielten Yards durch Laufspielzüge zu erreichen, der damals von Jim Brown mit 12.312 Yards gehalten wurde. Daraufhin forderte Harris eine Gehaltserhöhung vom Management der Steelers. Diese wurde ihm verweigert – mit der Begründung, dass Harris seinen Karrierehöhepunkt überschritten habe. Als Reaktion darauf drohte er mit einem Streik und wurde entlassen.

### Seattle Seahawks
Nach seiner Entlassung unterschrieb Harris einen Vertrag  bei den Seattle Seahawks. Es sollte sich herausstellen, dass das Management der Steelers mit der Entlassung die richtige Entscheidung getroffen hatte, denn Harris gelangen lediglich 170 Yards Raumgewinn und kein Touchdown in acht Spielen in seiner einzigen Saison bei den Seahawks. Nur 192 Yards vor dem Erreichen des NFL-Rekords von Brown beendete Harris seine Karriere im Anschluss an die Saison 1984 nach 13 Jahren in der NFL mit 12.120 erlaufenen Yards Raumgewinn, 91 erlaufenen Touchdowns, 2287 Receiving Yards, 9 Receiving Touchdowns und 100 Touchdowns insgesamt.

## Sonstiges
Franco Harris und sein College-Mannschaftskollege Lydell Mitchell waren nach Harris’ Karriere an einigen Geschäften gemeinsam beteiligt. So betrieben die beiden die Firma RSuper Foods, früher Super Bakery, die ernährungsbewusstes Schulessen herstellt. Außerdem beteiligten sich beide an der Rettung der Parks Sausage Company in Baltimore.
Harris war ein Anhänger der Demokratischen Partei und war 2008 einer der 21 Wahlmänner des Staates Pennsylvania, die Barack Obama bei der Präsidentschaftswahl 2008 wählten.
Außerdem ist Franco der Spitzname eines Charakters in John Grishams Roman Touchdown, welcher in Italien spielt, in Erinnerung an Harris teilweise italienische Herkunft.
Franco Harris wurde 1990 in die Pro Football Hall of Fame aufgenommen. Er starb am 20. Dezember 2022 im Alter von 72 Jahren in seinem Zuhause in Sewickley, Pennsylvania.